# Lastrema verrucicollis
Lastrema verrucicollis là một loài bọ cánh cứng trong họ Zopheridae. Loài này được Reitter miêu tả khoa học năm 1880.